# Sprague Cleghorn
Sprague „Peg“ Cleghorn (* 11. März 1890 in Montreal, Québec; † 11. Juli 1956 ebenda) war ein kanadischer Eishockeyspieler und -trainer, der von 1918 bis 1928 für die Ottawa Senators, Montréal Canadiens, Toronto St. Pats und Boston Bruins in der National Hockey League spielte.

## Karriere

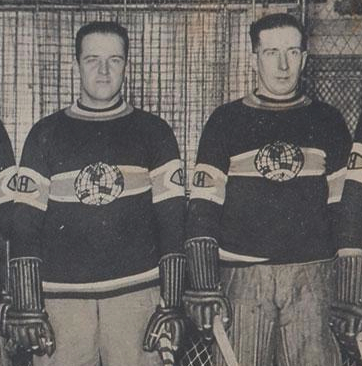
Odie und Sprague Cleghorn (re.) in der Saison 1924/25

Er war 27 Jahre alt, als die NHL in ihre erste Saison ging, und Cleghorn zählte zu den auffälligsten Spielern der frühen Jahre. Er war ein hervorragender Spieler, aber auch ein gefürchtetes Raubein. Zusammen mit seinem Bruder Odie sorgte er in einem Spiel 1922 gegen Ottawa dafür, dass drei Spieler der Senators schwer verletzt das Eis verlassen mussten. Zum nächsten Spiel in Ottawa musste er durch einen Hintereingang in die Halle geschmuggelt werden. Mit den Ottawa Senators 1920 und 1921 sowie als Kapitän der Montréal Canadiens 1924 gewann er drei Mal den Stanley Cup. Bei den Feierlichkeiten führen sie gemeinsam mit ihrem Manager Léo Dandurand in dessen Haus. Auf dem Weg dorthin hatten sie eine Autopanne. Sprague stellte den Cup auf den Gehsteig. Als sie später im Haus von Dandurand aufgekommen waren, fiel auf, dass ihnen der Cup fehlte. Glücklicherweise stand er auch als sie zurückkehrten dort, wo Cleghorn ihn hingestellt hatte.
1931 trainierte er die Montreal Maroons. 1958 wurde er mit der Aufnahme in die Hockey Hall of Fame geehrt.